# Anyelo Gómez
Anyelo Gómez (10 de mayo de 1983) es un deportista cubano que compitió en judo. Ganó una medalla de bronce en los Juegos Panamericanos de 2011, en la categoría de –66 kg.

## Palmarés internacional
| Juegos Panamericanos | Juegos Panamericanos | Juegos Panamericanos | Juegos Panamericanos |
| Año                  | Lugar                | Medalla              | Categoría            |
| -------------------- | -------------------- | -------------------- | -------------------- |
| 2011                 | Guadalajara (México) | Medalla de bronce    | –66 kg               |